# تپه ده‌پیاز
تپه ده پیاز مربوط به هزاره دوم قبل از میلاد است و در شهرستان همدان، بخش مرکزی، روستای ده پیاز واقع شده و این اثر در تاریخ ۲۴ فروردین ۱۳۸۲ با شمارهٔ ثبت ۸۰۷۷ به‌عنوان یکی از آثار ملی ایران به ثبت رسیده است.